# Romolo e Remo
Romolo e Remo is een Frans-Italiaanse actiefilm uit 1961 van Sergio Corbucci. De hoofdrollen worden gespeeld door Steve Reeves, Gordon Scott en Virna Lisi.
Door de Amerikaanse uitgave kreeg de film ook de titels Duel of the Titans en Romulus and Remus mee.

## Verhaal
Het verhaal draait om de tweelingbroers Romulus en Remus, die na achtergelaten te zijn in een bos opgevoed worden door een wolf. Na jaren worden ze ontdekt door de herder Faustulus en beginnen zij een bende dieven te leiden, die het opneemt tegen de twee tirannieke koningen Amulius en Nemulias, heersers van de Sabijnen.
Na twintig jaar worden ze kortstondig herenigd en geconfronteerd met hun moeder Rhea, die op sterven ligt. Zij vertelt hun dat hun vader een god was. Romulus en Remus nemen daarna de taak op zich om hun mensen naar de vrijheid te leiden, omdat ze al lange tijd onderdrukt en bedreigd worden door barbaren die zich in de directe omtrek bevinden. Ze leiden hun volk naar het stichten van een nieuwe stad genaamd Rome.
Nadat Romulus verliefd is geworden op Julia, de dochter van Nemulias, merkt hij niet dat zijn broer Remus ten onder gaat aan macht en hebzucht. Nemulias verklaart de oorlog aan de twee broers om zijn dochter terug aan zijn zijde te krijgen en de verwoesting van zijn stad Alba Longa te wreken.

## Rolverdeling
| Acteur          | Personage   |
| --------------- | ----------- |
| Steve Reeves    | Romulus     |
| Gordon Scott    | Remus       |
| Franco Volpi    | Amulias     |
| Virna Lisi      | Julia       |
| Jacques Sernas  | Curtius     |
| Andrea Bosic    | Faustulus   |
| Laura Solari    | Rhea Silvia |
| Massimo Girotti | Nemulias    |